# À la lanterne
Ne doit pas être confondu avec la Lanterne.
« À la lanterne ! » est une exclamation utilisée à Paris et en France pendant la Révolution lors d'exécutions sommaires par pendaison aux poteaux supportant les lanternes des villes.

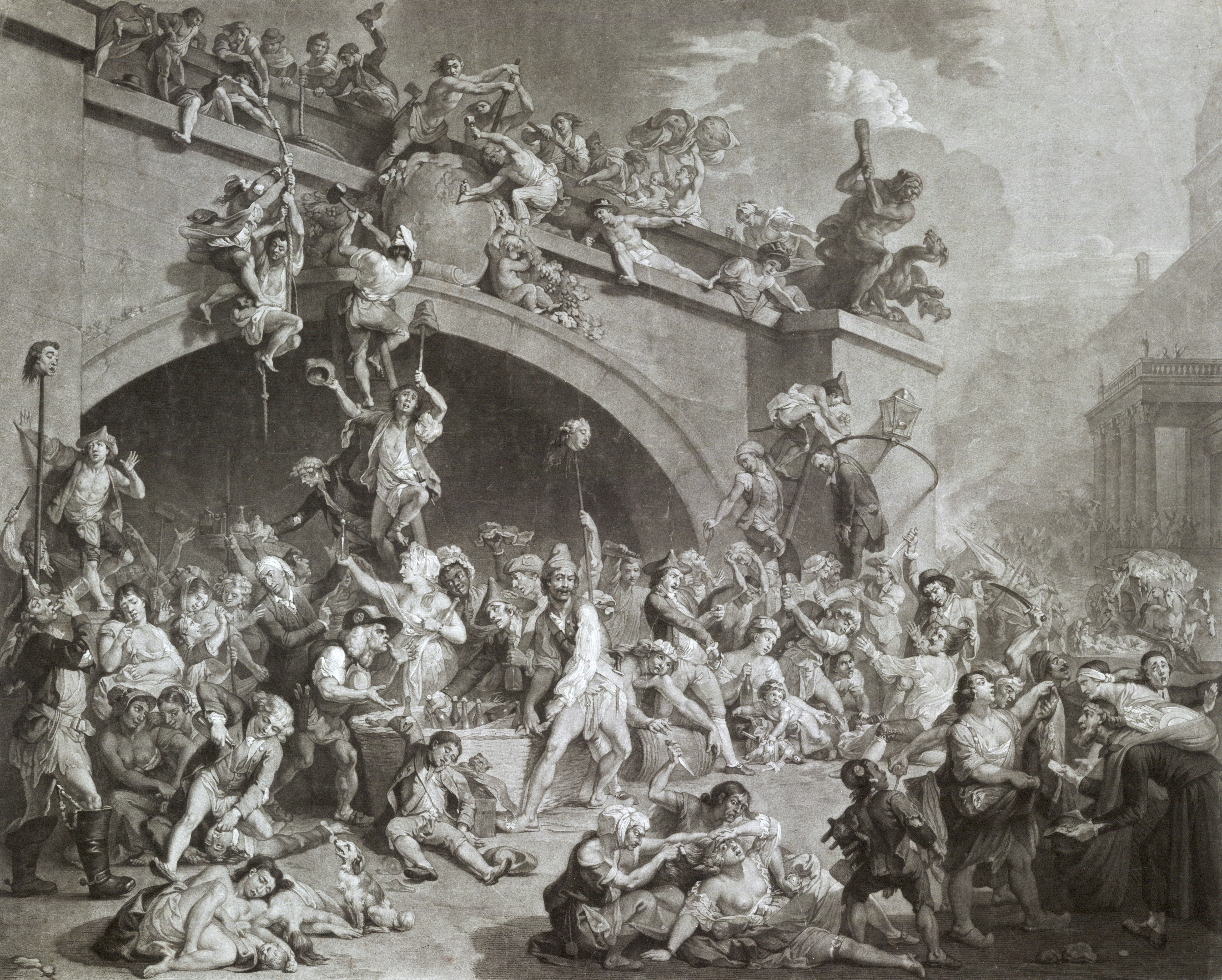
Deux hommes pendent un prêtre à la lanterne lors du pillage des caves des Tuileries après la journée du 10 août 1792.

On la retrouve dans la chanson révolutionnaire Ah ! ça ira (« les aristocrates à la lanterne ! »). Pendant la Révolution, le journaliste Camille Desmoulins se désignait lui-même comme « procureur général de la lanterne » ; il publia en septembre 1789 un pamphlet, Discours de la Lanterne aux Parisiens, justifiant les exécutions sommaires d'aristocrates.
Pour des raisons symboliques, c'est principalement la lanterne à l'angle de la place de Grève (actuelle place de l'Hôtel-de-Ville) et de l'ancienne rue de la Vannerie qui sert de potence improvisée. En effet, elle se trouvait en face de l'hôtel de ville de Paris à proximité d'un buste de Louis XIV, qui faisait que « la justice populaire s'exécute sous les yeux du roi »[réf. nécessaire].

## Historique

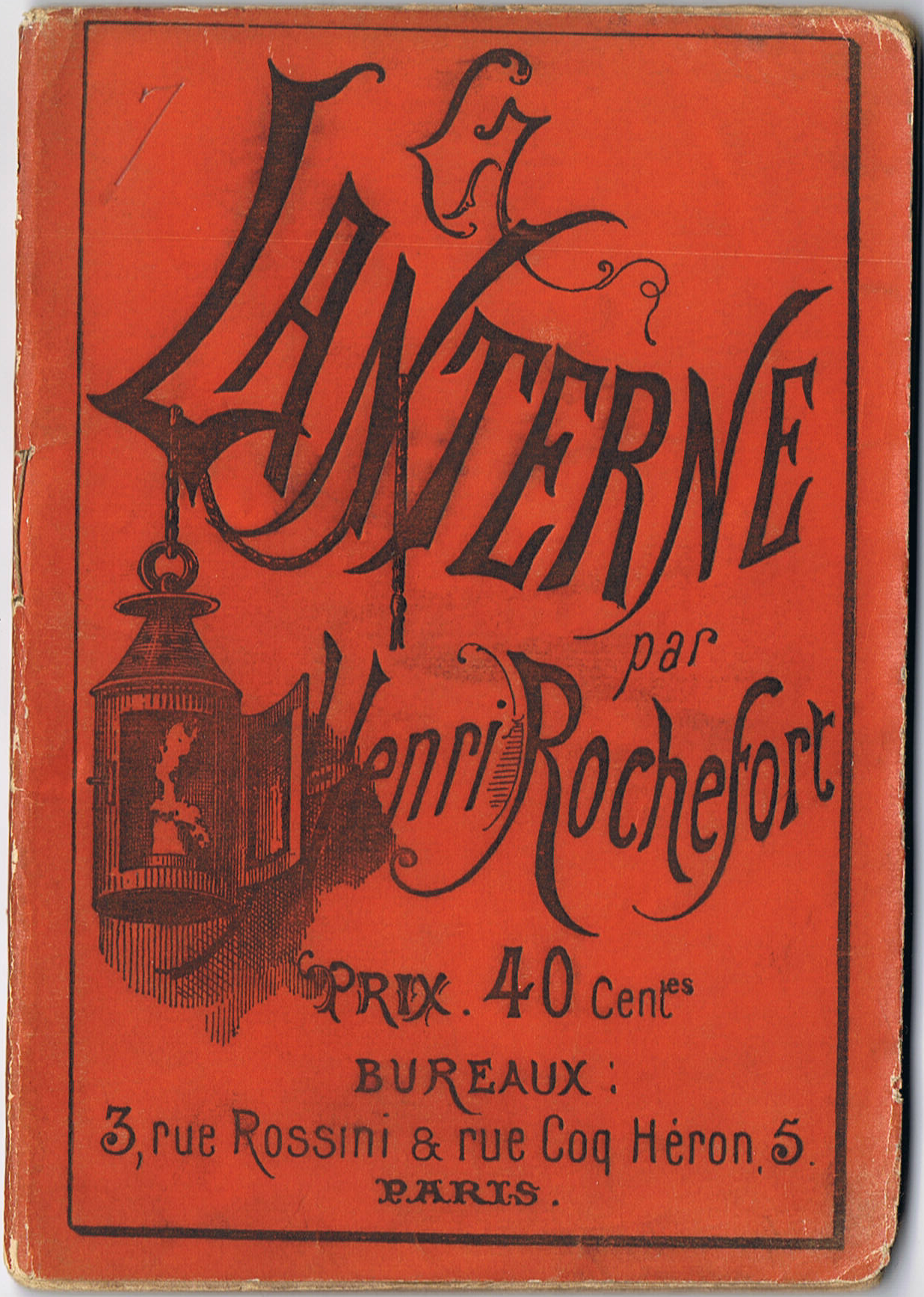
La Lanterne, journal satirique publié par Henri Rochefort de 1868 à 1876.

La première victime des exécutions « à la lanterne » est Joseph François Foullon, que le roi Louis XVI avait choisi pour remplacer Jacques Necker comme Contrôleur général des finances en juillet 1789, quelques jours avant la prise de la Bastille. Il était chargé de l'approvisionnement de Paris et accusé d'entretenir les troupes royales occupant Paris. Il était aussi accusé (sans preuve) d'avoir déclaré : « Si le peuple n'a pas de pain, qu'il mange du foin ! »,. Le 22 juillet 1789, la population tente de le pendre à une lanterne, mais la corde casse et il est décapité, sa tête promenée au bout d'une pique. Son gendre, Louis Bénigne François Bertier de Sauvigny, également chargé de l'approvisionnement de Paris est aussi pendu à la lanterne le même jour, puis décapité. Chacune au bout d'une pique, les deux têtes sont rapprochées par les émeutiers criant : « Embrasse Papa ! ».
Le 21 octobre 1789, une foule parisienne affamée tire le boulanger Denis François de sa boutique pour le pendre à une lanterne, apparemment parce qu'il n'avait pas de pain à vendre.
Le 14 décembre 1790, pendant les émeutes à Aix-en-Provence, la foule massacre et pend à la lanterne l'avocat Jean Joseph Pierre Pascalis et le chevalier de la Rochette, avant de les décapiter.
Lors de la journée du 20 juin 1792, la foule envahit le palais des Tuileries et menace la reine Marie Antoinette ; sa femme de chambre, madame Campan, rapporta que la foule portait une potence à laquelle était pendue une poupée sale avec l'inscription « Marie-Antoinette à la lanterne ».